# Palanche
Palanche è un album in studio del gruppo musicale italiano Buio Pesto, pubblicato nel 2006.

## Descrizione
Il disco contiene canzoni inedite dei Buio Pesto con speciali partecipazioni come quelle di Susanna Massetti e Piero Parodi. In lingua genovese la parola "palanche" significa denaro, soldi.
In copertina, innumerevoli monete da un euro con sopra una faccetta scontenta, con al posto della bocca la sagoma 'ad arco' della Liguria.

## Tracce
1. Contamusse – 4:30
2. Senza Soldi – 3:33
3. Ommo onesto – 3:47
4. Prinçipiante de violin – 2:59
5. Ommi e donne – 3:46
6. Aegua Aegua – 2:43 con Susanna Massetti
7. O Ballo – 3:18
8. Far west – 2:54
9. Gondon – 3:45
10. Amixi – 4:10
11. Vorieva no ëse becco – 3:00 sulla base di Vorrei avere il becco di Povia
12. 5 Giorni – 4:11 sulla base di 5 giorni di Michele Zarrillo
13. Vorrié Cantà – 3:04 sulla base di Vorrei cantare come Biagio di Simone Cristicchi
14. E Bagasce – 3:36 sulla base di Le ragazze dei Neri per Caso
15. G'ho pinn-e e balle – 3:25 sulla base di You Spin Me Round (like a Record) dei Dead or Alive
16. Il barbiere di Siviglia – 5:35 sulla base de Il barbiere di Siviglia di Gioachino Rossini con Roberto Tiranti
17. O Computer – 1:58 sulla base di A seissento di Piero Parodi e con la sua partecipazione
18. Sfortunà – 4:18
19. Palanche – 3:53 sulla base di An American Hymn di Plácido Domingo
20. Pertini – 3:33
21. O disertò – 1:41 sulla base di Le Déserteur di Boris Vian
22. Cogoêuo 2:18
23. Leugo – 0:00,571'''
24. E parolle do gatto – 3:10

## Formazione
- Massimo Morini – voce e tastiera
- Davide Ageno – chitarra e voce
- Nino Cancilla – basso
- Danilo Straulino – batteria
- Federica Saba – voce
- Gianni Casella – voce
- Massimo Bosso – testi e voce
- Maurizio Borzone - violino e tastiere